# Кастелларано
Кастелларано (італ. Castellarano) — муніципалітет в Італії, у регіоні Емілія-Романья,  провінція Реджо-Емілія.
Кастелларано розташоване на відстані близько 330 км на північний захід від Рима, 50 км на захід від Болоньї, 23 км на південь від Реджо-нелль'Емілії.
Населення — 15 255 осіб (2014). День покровителя та захисника святого Панкратія святкується 12 травня.

## Демографія
Населення за роками:

Станом на 1 січня 2023 року в муніципалітеті офіційно проживали 1094 іноземці з 60 країн, серед них 190 громадян країн Євросоюзу та 21 громадянин України.

## Сусідні муніципалітети
- Баїзо
- Казальгранде
- Приньяно-сулла-Секкія
- Сассуоло
- Скандіано
- В'яно